# Елизабет Боуз Лајон
Елизабет Боуз-Лајон (енгл. Elizabeth Angela Marguerite Bowes-Lyon; Лондон, 4. август 1900 — Беркшир, 30. март 2002) је била супруга краља Џорџа VI од Уједињеног Краљевства, и краљица Уједињеног Краљевства. Након његове смрти била је позната као „Краљица Елизабета, краљица мајка“, да би се избегла забуна са њеном старијом кћерком, краљицом Елизабетом II од Уједињеног Краљевства. Пре него што је њен супруг постао краљ, од 1923. до 1936. године носила је титулу војвоткиње од Јорка. Била је последња краљица Ирске и последња царица Индије.
Рођена је у племићкој шкотској породици, а на краљевску сцену дошла је 26. априла 1923. године, када се удала за принца Алберта, војводу од Јорка, другог сина краља Џорџа V и краљице Марије. Године 1936. је неочекивано постала краљица када је брат њеног мужа, Едвард VIII, абдицирао и престо Велике Британије оставио Елизабетином мужу, да би могао да се ожени својом љубавницом, Американком Волис Симпсон.
У својим каснијим годинама била је популаран члан породице која је увек носила безбрижни осмех и тиме пружала осећај стабилног континуитета. Само након болести и смрти њене млађе кћерке, принцезе Маргарете, показала је нерасположење. Умрла је шест седмица након Маргарете, у 102. години живота.

## Младост
Елизабет Боуз-Лајон је била девето од десетеро деце и најмлађа кћерка Клода Боуз-Лајона, лорда Гламиса, касније 14. грофа од Стратмора и Кингхорна, и Сесилије Кевендиш-Бентинк. Место њеног рођења је остало непознато, али се претпоставља да је рођена на имању својих родитеља у Лондону, па чак и у кочији на путу до болнице.
Волела је спорт, псе и коње. До осме године образовала ју је гувернанта, затим је уписана у школу у Лондону, а на крају је њено образовање поверено гувернанти Немици. На њен четрнаести рођендан Уједињено Краљевство је објавило рат Немачкој. Њен старији брат је убијен у Француској 1915. године, а други брат је нестао 1917. године. Замак Гламис у којем је живела породица Боуз-Лајон био је претворен у склониште за рањене војнике.

## Брак
Принц Алберт, други син краља Џорџа V и краљице Марије, запросио је Елизабет 1921. године, али га је она први пут одбила јер се бојала да више никада неће бити слободна да мисли, говори и ради према сопственом нахођењу. Алберт је, међутим, био одлучан да се ожени са Елизабет, па је она на крају ипак пристала. Њихова веридба је била објављена у јануару 1923. године и била је новина у протоколу британске краљевске породице која је сматрана напретком, јер су се британски принчеви традиционално женили страним принцезама, а не Британкама. Венчање је одржано 26. априла 1923. године у Вестминстерској опатији. Елизабет је свој букет положила на гроб Непознатог ратника, а тај чин је након ње поновила и свака следећа краљевска млада. После венчања је постала принцеза Алберт, војвоткиња од Јорка, и ословљавана је са „Њено Краљевско Височанство“. Била је трећа жена у краљевству; имала је предност над свим женама осим мужевљеве мајке и мужевљеве бабе, краљице Александре.
Након удаје прихватила се бројних друштвених обавеза, али већином је време проводила међу породицом чувајући традиционалне породичне вредности средње класе. Године 1926. пар је добио своје прво дете, принцезу Елизабету од Јорка, која ће касније постати краљица Елизабета II. Још једна кћерка, принцеза Маргарета од Јорка, рођена је четири године касније.
Дана 20. јануара 1936. године умро је Елизабетин свекар и трон је наследио старији брат њеног мужа, Едвард VIII од Уједињеног Краљевства. Едвард је убрзо изазвао уставну кризу када је одлучио да ожени Волис Ворфилд, два пута разведену Американку. Иако је Едвард могао да оженити Волис и да остане краљ, његови министри су га упозорили да британски народ никада неће прихватити Волис за краљицу. Едвард је стога одлучио да абдицира у корист свога млађег брата, Елизабетиног мужа, који није желео круну и није био припреман за улогу краља. Елизабет, сада краљица Уједињеног Краљевства и царица Индије, и њен муж, Џорџ VI, како је сада био познат, су били крунисани 12. маја 1937. године.
Елизабет и Волис никада нису успоставиле добар однос. Елизабет је њу називала као „ону жену“, а Волис је њу звала „Колачић“ (енгл. Cookie), исмејавајући тиме Елизабетин модни укус.
У јуну 1939. године краљ и краљица су започели своју турнеју по Канади и Сједињеним Америчким Државама. Турнеја је требало да докаже да је Канада независно краљевство, и пар је дочекан са ентузијазмом - Џорџ VI је био први краљ који је посетио Канаду. Краљ и краљица су успут обишли и породица Рузвелт у Белој кући. Краљица Елизабет је канадском премијеру рекла да их је турнеја Канадом прославила. Елизабет је заволела Канаду и касније се враћала у њу и службено и приватно. Једном приликом неко из гомиле ју је упитао је ли Шкоткиња или Енглескиња, а она је одговорила да је Канађанка.

Током Другог светског рата, Елизабет је представљала симбол националног отпора. Њен наоко недоминантни карактер је пружао сталну подршку британском народу, чак до те мере да ју је Адолф Хитлер описао као „најопаснију жену у Европи“. Остала је упамћена по својим ватреним оговарањима Хитлера и његовог режима. Одбијала је понуде за евакуацију ње и њених кћери у Канаду, чак и током бомбардовања Бакингемске палате, изјавивши:
Деца неће ићи без мене, ја нећу оставити краља, а краљ неће никада отићи.
Краљ и краљица су дан проводили у Бакингемској палати, али су са кћеркама ноћили у дворцу Виндзор, 35 km западно од Лондона. Палата је имала врло мало послуге, будући да је већина сада служила војску. Због страха од изненадне инвазије током „Лажног рата“, краљица Елизабет је била учена да користи револвер.
Елизабет, која је проживела два рата са Немачком, је до краја живота задржала неповерење према Немцима.

## Елизабет као краљица мајка
Дана 6. фебруара 1952. године краљ Џорџ VI је умро оставивши Елизабет удовицом са 51 годином. Круну је наследила њена најстарија кћерка, Елизабета II, и Елизабет је добила титулу краљице мајке. Иако је пре ње још десет жена имало право на титулу краљице мајке, само ју је Елизабет користила како не би била мешана са својом истоименом кћерком, новом монархињом.
Након мужеве смрти повукла се у Шкотску, али се вратила својим дужностима након посете премијера Винстона Черчила. Као удовица почела је да се занима за коњске трке које је пажљиво пратила и кладила се, па се тиме забављала до краја живота. Пре него је њен најстарији унук, Чарлс, принц од Велса, оженио леди Дајану Спенсер, и након Дајанине смрти, краљица мајка Елизабет је била далеко најпопуларнији члан краљевске породице.
Последњих година свога живота постала је симбол дуговечности. Њен стоти рођендан, 4. августа 2000. године, прослављен је бројним парадама. Током свечаног ручка у Лондону, надбискуп од Кантербурија је случајно узео њену чашу вина и покушао да је попију, а када је краљица мајка то приметила, на опште изненађење присутних викнула је: То је моје!
У децембру 2001. године краљица мајка је пала и повредила карлицу, али је ипак инсистирала да стоји два месеца касније за химну на дан обележавања годишњице смрти њенога мужа. Само три дана касније умрла је њена млађа кћерка Маргарета. Дана 13. фебруара 2002. године краљица мајка је пала и посекла руку, само два дана пре кћерине сахране. Захтевала је да буде сакривена од фотографа, како њене слике у колицима и руком у завоју не би доспеле у новине.

## Популарност и карактер
Иако се сматра једним од најпопуларнијих чланова краљевске породице икада, и заслужном за стабилизовање популарности саме монархије, Елизабет је била тема разних критика за време свог живота. Током своје посете Лондону 1948. године, Еленор Рузвелт, прва дама Сједињених Америчких Држава, рекла је:
Елизабет је пријатно друштво, али, чини се, предалеко од стварног живота.
Њени политички погледи никада нису били откривени, али се претпоставља да је фаворизовала Лабуристичку странку. Била је много конзервативнија од кћерке и принца Чарлса.
Америчка новинарка Кити Кели је писала да Елизабет није штедела храну и енергију као остатак британског народа. Овој тврдњи су се супротставили одређени аутори, а сама Еленор Рузвелт је током свог боравка у Бакингемској палати за време рата приметила да се веома штедело на храни и топлој води.

Кели је, такође, тврдила је Елизабет користила расистичке термине када би говорила о црнцима, али и ову тврдњу снажно пориче муж Елизабетине секретарице мешане расе. Вудроу Вајат је записао да је, када је изјавио да не-бели становници земаља Комонвелта немају ништа заједничко са Британцима, краљица мајка је одговорила:
Ја волим Комонвелт. Сви смо ми исти.
 Међутим, Елизабет је отворено презирала Немце, као и већина Британаца њене генерације, и Вудроу је говорила да им никада не верује.

## Смрт
Дана 30. марта 2002. године, у 15:15, краљица Елизабет је умрла у сну. Патила је од прехладе последња четири месеца свога живота. Имала је 101 годину, и у тренутку смрти је била најдуже живући члан британске краљевске породице у британској историји. Њен рекорд је прешла њена последња преживела јетрва, удовица брата Елизабетиног мужа, принцеза Алисе, која је умрла са 102 године 29. октобра 2004. године.
У сваком свом врту узгајала је камелије, па су оне биле посуте по њеном гробу. На дан њене сахране, 9. априла, више од милион људи испратило је краљицу мајку изван Вестминстерске опатије На њен захтев, венац који је био на њеном гробу положен је на гроб Непознатог ратника, што је подсећало на дан њеног венчања.

## Породично стабло
|  |                                                              |  |  |  |  |  |  |  |  |  |  |  |  |  |  |  |
|  | 16. Thomas Lyon-Bowes, 11th Earl of Strathmore and Kinghorne |  |  |  |  |  |  |  |  |  |  |  |  |  |  |  |
|  |                                                              |  |  |  |  |  |  |  |  |  |  |  |  |  |  |  |
|  |                                                              |  |  |  |  |  |  |  |  |  |  |  |  |  |  |  |
|  | 8. Thomas Lyon-Bowes, Lord Glamis                            |  |  |  |  |  |  |  |  |  |  |  |  |  |  |  |
|  |                                                              |  |  |  |  |  |  |  |  |  |  |  |  |  |  |  |
|  |                                                              |  |  |  |  |  |  |  |  |  |  |  |  |  |  |  |
|  | 17. Mary Elizabeth Louisa Carpenter                          |  |  |  |  |  |  |  |  |  |  |  |  |  |  |  |
|  |                                                              |  |  |  |  |  |  |  |  |  |  |  |  |  |  |  |
|  |                                                              |  |  |  |  |  |  |  |  |  |  |  |  |  |  |  |
|  | 4. Клод Боуз-Лајон, 13. гроф од Стратмора и Кингхорна        |  |  |  |  |  |  |  |  |  |  |  |  |  |  |  |
|  |                                                              |  |  |  |  |  |  |  |  |  |  |  |  |  |  |  |
|  |                                                              |  |  |  |  |  |  |  |  |  |  |  |  |  |  |  |
|  | 18. Joseph Valentine Grimstead                               |  |  |  |  |  |  |  |  |  |  |  |  |  |  |  |
|  |                                                              |  |  |  |  |  |  |  |  |  |  |  |  |  |  |  |
|  |                                                              |  |  |  |  |  |  |  |  |  |  |  |  |  |  |  |
|  | 9. Charlotte Grimstead                                       |  |  |  |  |  |  |  |  |  |  |  |  |  |  |  |
|  |                                                              |  |  |  |  |  |  |  |  |  |  |  |  |  |  |  |
|  |                                                              |  |  |  |  |  |  |  |  |  |  |  |  |  |  |  |
|  | 19. Charlotte Jane Sarah Walsh                               |  |  |  |  |  |  |  |  |  |  |  |  |  |  |  |
|  |                                                              |  |  |  |  |  |  |  |  |  |  |  |  |  |  |  |
|  |                                                              |  |  |  |  |  |  |  |  |  |  |  |  |  |  |  |
|  | 2. Клод Боуз-Лајон                                           |  |  |  |  |  |  |  |  |  |  |  |  |  |  |  |
|  |                                                              |  |  |  |  |  |  |  |  |  |  |  |  |  |  |  |
|  |                                                              |  |  |  |  |  |  |  |  |  |  |  |  |  |  |  |
|  | 20. George Smith                                             |  |  |  |  |  |  |  |  |  |  |  |  |  |  |  |
|  |                                                              |  |  |  |  |  |  |  |  |  |  |  |  |  |  |  |
|  |                                                              |  |  |  |  |  |  |  |  |  |  |  |  |  |  |  |
|  | 10. Oswald Smith                                             |  |  |  |  |  |  |  |  |  |  |  |  |  |  |  |
|  |                                                              |  |  |  |  |  |  |  |  |  |  |  |  |  |  |  |
|  |                                                              |  |  |  |  |  |  |  |  |  |  |  |  |  |  |  |
|  | 21. Frances Mary Mosley                                      |  |  |  |  |  |  |  |  |  |  |  |  |  |  |  |
|  |                                                              |  |  |  |  |  |  |  |  |  |  |  |  |  |  |  |
|  |                                                              |  |  |  |  |  |  |  |  |  |  |  |  |  |  |  |
|  | 5. Франсес Дора Смит                                         |  |  |  |  |  |  |  |  |  |  |  |  |  |  |  |
|  |                                                              |  |  |  |  |  |  |  |  |  |  |  |  |  |  |  |
|  |                                                              |  |  |  |  |  |  |  |  |  |  |  |  |  |  |  |
|  | 22. Robert Hodgson, Dean of Carlisle                         |  |  |  |  |  |  |  |  |  |  |  |  |  |  |  |
|  |                                                              |  |  |  |  |  |  |  |  |  |  |  |  |  |  |  |
|  |                                                              |  |  |  |  |  |  |  |  |  |  |  |  |  |  |  |
|  | 11. Henrietta Mildred Hodgson                                |  |  |  |  |  |  |  |  |  |  |  |  |  |  |  |
|  |                                                              |  |  |  |  |  |  |  |  |  |  |  |  |  |  |  |
|  |                                                              |  |  |  |  |  |  |  |  |  |  |  |  |  |  |  |
|  | 23. Mary Tucker                                              |  |  |  |  |  |  |  |  |  |  |  |  |  |  |  |
|  |                                                              |  |  |  |  |  |  |  |  |  |  |  |  |  |  |  |
|  |                                                              |  |  |  |  |  |  |  |  |  |  |  |  |  |  |  |
|  | 1. Елизабет Боуз-Лајон                                       |  |  |  |  |  |  |  |  |  |  |  |  |  |  |  |
|  |                                                              |  |  |  |  |  |  |  |  |  |  |  |  |  |  |  |
|  |                                                              |  |  |  |  |  |  |  |  |  |  |  |  |  |  |  |
|  | 24. William Cavendish-Bentinck, 3rd Duke of Portland         |  |  |  |  |  |  |  |  |  |  |  |  |  |  |  |
|  |                                                              |  |  |  |  |  |  |  |  |  |  |  |  |  |  |  |
|  |                                                              |  |  |  |  |  |  |  |  |  |  |  |  |  |  |  |
|  | 12. Lord Charles Bentinck                                    |  |  |  |  |  |  |  |  |  |  |  |  |  |  |  |
|  |                                                              |  |  |  |  |  |  |  |  |  |  |  |  |  |  |  |
|  |                                                              |  |  |  |  |  |  |  |  |  |  |  |  |  |  |  |
|  | 25. Lady Dorothy Cavendish                                   |  |  |  |  |  |  |  |  |  |  |  |  |  |  |  |
|  |                                                              |  |  |  |  |  |  |  |  |  |  |  |  |  |  |  |
|  |                                                              |  |  |  |  |  |  |  |  |  |  |  |  |  |  |  |
|  | 6. Charles William Frederick Cavendish-Bentinck              |  |  |  |  |  |  |  |  |  |  |  |  |  |  |  |
|  |                                                              |  |  |  |  |  |  |  |  |  |  |  |  |  |  |  |
|  |                                                              |  |  |  |  |  |  |  |  |  |  |  |  |  |  |  |
|  | 26. Richard Wellesley, 1st Marquess Wellesley                |  |  |  |  |  |  |  |  |  |  |  |  |  |  |  |
|  |                                                              |  |  |  |  |  |  |  |  |  |  |  |  |  |  |  |
|  |                                                              |  |  |  |  |  |  |  |  |  |  |  |  |  |  |  |
|  | 13. Anne Wellesley                                           |  |  |  |  |  |  |  |  |  |  |  |  |  |  |  |
|  |                                                              |  |  |  |  |  |  |  |  |  |  |  |  |  |  |  |
|  |                                                              |  |  |  |  |  |  |  |  |  |  |  |  |  |  |  |
|  | 27. Hyacinthe-Gabrielle Roland                               |  |  |  |  |  |  |  |  |  |  |  |  |  |  |  |
|  |                                                              |  |  |  |  |  |  |  |  |  |  |  |  |  |  |  |
|  |                                                              |  |  |  |  |  |  |  |  |  |  |  |  |  |  |  |
|  | 3. Сесилија Кевендиш-Бентинк                                 |  |  |  |  |  |  |  |  |  |  |  |  |  |  |  |
|  |                                                              |  |  |  |  |  |  |  |  |  |  |  |  |  |  |  |
|  |                                                              |  |  |  |  |  |  |  |  |  |  |  |  |  |  |  |
|  | 28. Edwyn Andrew Burnaby                                     |  |  |  |  |  |  |  |  |  |  |  |  |  |  |  |
|  |                                                              |  |  |  |  |  |  |  |  |  |  |  |  |  |  |  |
|  |                                                              |  |  |  |  |  |  |  |  |  |  |  |  |  |  |  |
|  | 14. Edwyn Burnaby                                            |  |  |  |  |  |  |  |  |  |  |  |  |  |  |  |
|  |                                                              |  |  |  |  |  |  |  |  |  |  |  |  |  |  |  |
|  |                                                              |  |  |  |  |  |  |  |  |  |  |  |  |  |  |  |
|  | 29. Mary Browne                                              |  |  |  |  |  |  |  |  |  |  |  |  |  |  |  |
|  |                                                              |  |  |  |  |  |  |  |  |  |  |  |  |  |  |  |
|  |                                                              |  |  |  |  |  |  |  |  |  |  |  |  |  |  |  |
|  | 7. Caroline Louisa Burnaby                                   |  |  |  |  |  |  |  |  |  |  |  |  |  |  |  |
|  |                                                              |  |  |  |  |  |  |  |  |  |  |  |  |  |  |  |
|  |                                                              |  |  |  |  |  |  |  |  |  |  |  |  |  |  |  |
|  | 30. Thomas Salisbury                                         |  |  |  |  |  |  |  |  |  |  |  |  |  |  |  |
|  |                                                              |  |  |  |  |  |  |  |  |  |  |  |  |  |  |  |
|  |                                                              |  |  |  |  |  |  |  |  |  |  |  |  |  |  |  |
|  | 15. Anne Caroline Salisbury                                  |  |  |  |  |  |  |  |  |  |  |  |  |  |  |  |
|  |                                                              |  |  |  |  |  |  |  |  |  |  |  |  |  |  |  |
|  |                                                              |  |  |  |  |  |  |  |  |  |  |  |  |  |  |  |
|  | 31. Frances Webb                                             |  |  |  |  |  |  |  |  |  |  |  |  |  |  |  |
|  |                                                              |  |  |  |  |  |  |  |  |  |  |  |  |  |  |  |
|  |                                                              |  |  |  |  |  |  |  |  |  |  |  |  |  |  |  |

## Породица

### Супружник
| име     | слика | датум рођења       | датум смрти      |
| ------- | ----- | ------------------ | ---------------- |
| Џорџ VI |       | 14. децембар 1895. | 6. фебруар 1952. |

### Деца
| име                                     | слика | датум рођења     | датум смрти        | супружник                              |
| --------------------------------------- | ----- | ---------------- | ------------------ | -------------------------------------- |
| Елизабета II                            |       | 21. април 1926.  | 8. септембар 2022. | Принц Филип, војвода од Единбурга      |
| Принцеза Маргарета, грофица од Сноудона |       | 21. август 1930. | 9. фебруар 2002.   | Ентони Армстронг-Џоунс, брак разведен; |